# Rhopaluridae
Rhopaluridae es una familia de ortonéctidos que son ectoparásitos de equinodermos, moluscos y platelmintos. Al igual que otros miembros del mismo grupo los ropalúridos son animales extremamente simplificados que, como consecuencia de su parasitismo, perdieron la mayor parte de su pluricelularidad y genes. 
Anteriormente se clasificaban en el antiguo taxón Mesozoa junto con los placozoos y dicemidos como animales primitivos, pero actualmente los análisis genéticos sitúan a los ropalúridos y otros ortonéctidos dentro de los anélidos, ya que se ha concluido que Mesozoa es un taxón polifilético.
Los análisis genéticos han concluido que estos animales son anélidos altamente simplificados, proviniendo de poliquetos no especificados. Los análisis morfológicos han sugerido que probablemente deriven de poliquetos del clado Sedentaria; sin embargo, los análisis genéticos no han podido colocar a estos animales con los sedentarios debido a la alta tasa de evolución genética que presentan.

## Taxonomía
A continuación se muestra los géneros, especies y los autores de descripción:
- Familia Rhopaluridae Stunkard, 1937 
  - Género Ciliocincta Kozloff, 1965
    - Ciliocincta julini (Caullery e Mesnil, 1899)

  - Género Intoshia Giard, 1877 
    - Intoshia leptoplanae (Giard, 1877)
    - Intoshia linei (Giard, 1877)
    - Intoshia major (Shtein, 1953)
    - Intoshia paraphanostomae (Westblad, 1942)

  - Género Rhopalura Giard, 1877 
    - Rhopalura elongata (Shtein, 1953)
    - Rhopalura gigas (Giard, 1877)
    - Rhopalura granosa (Atkins, 1933)
    - Rhopalura intoshi (Metchnikoff)
    - Rhopalura litoralis (Shtein, 1954)
    - Rhopalura metschnikowi (Caullery e Mesnil, 1901)
    - Rhopalura murmanica (Shtein, 1953)
    - Rhopalura ophiocomae (Giard, 1877)
    - Rhopalura pelseeneri (Caullery e Mesnil, 1901)
    - Rhopalura philinae (Lang, 1951)
    - Rhopalura pterocirri (de Saint-Joseph, 1896)
    - Rhopalura variabili (Alexandrov e Sljusarev, 1992)

  - Género Stoecharthrum Caullery e Mesnil, 1899 
    - Stoecharthrum giardi (Caullery e Mesnil, 1899)
    - Stoecharthrum monnati (Kozloff, 1993)